# Rio Bălășița
O Rio Bălăşiţa é um rio da Romênia afluente do rio Geamărtălui, localizado nos distritos de Dolj e Olt.